# Corbins
Corbins település Spanyolországban, Lleida tartományban. Corbins Lleida, Alcoletge, Torre-serona, Benavent de Segrià, Vilanova de Segrià, La Portella, Torrelameu és Vilanova de la Barca községekkel határos. Lakosainak száma 1502 fő (2024).

## Népesség
A település népessége az utóbbi években az alábbiak szerint változott:
| Lakosok száma | 70   | 988  | 1091 | 1047 | 1034 | 1149 | 1356 | 1400 | 1444 | 1502 |
|               | 1717 | 1887 | 1936 | 1960 | 1986 | 2004 | 2009 | 2014 | 2019 | 2024 |